# San Pedro Nichtalucum
San Pedro Nichtalucum es una localidad del estado mexicano de Chiapas. Es parte del municipio de El Bosque.

## Toponimia
El nombre «San Pedro» hace referencia al santo patrono de la localidad: Simón Pedro.

## Demografía
| Gráfica de evolución demográfica |
|                                  |

| Censo | Población |
| ----- | --------- |
| 1970  | 657       |
| 1980  | 1 197     |
| 1990  | 1 588     |
| 2000  | 1 367     |
| 2010  | 1 881     |
| 2020  | 3 126     |